# Microfiltração
A Microfiltração é um processo de separação por membranas em que a força diretriz é a diferença de pressão através da membrana e os poros da membrana. Uma membrana típica de microfiltração possui tamanho de poros entre 0,1 a 10µm.

## Aplicações
A microfiltração - empregada em tratamento de águas em algumas indústrias- até algum tempo eram consideradas técnicas alternativas de tratamento de água abastecimento somente para casos mais restritos. Entretanto, sua viabilidade técnica/econômica tem aumentado sensivelmente devido, entre outros fatores, a:
- Padrões de qualidade de água potável cada vez mais exigentes
- Decréscimo acentuado, em certas regiões, de recursos hídricos adequados
- Ênfase crescente em reuso de água
- Avanços na tecnologia de membranas, com diminuição dos custos de aquisição, operação e manutenção
- É utilizada em tratamento de efluentes
- Na indústria de bebidas

Industria de Bebidas
Este processo permite realizar a clarificação de bebidas sem a utilização de métodos químicos, mantendo a qualidade e o sabor do produto. A filtração com membranas retém microrganismos, sólidos suspensos e demais componentes responsáveis pela turbidez de sucos, vinhos e cervejas. Este processo elimina a necessidade de centrifugação, sedimentação, filtros prensa e outras operações caras, demoradas e trabalhosas.

### Tratamento de Água
Usado largamente em tratamento de água para abastecimento, este processo remove a maioria dos patógenos e contaminantes, como cistos de Giardia lamblia, oocistos de Cryptosporidium, protozoários, bactérias maiores e vírus.
Seu emprego no tratamento de águas para abastecimento constitue técnica recente.
As vantagens potenciais em relação ao tratamento convencional são:
- Produção de água com qualidade superior
- Adição de quantidade bem menor de produtos químicos
- Requer menor energia para operação e manutenção
- Proporciona projeto e construção de sistemas compactos, fáceis de serem implantados